# کانکولویتسه (استان لهستان بزرگ‌تر)
کانکولویتسه (به لهستانی:  Kąkolewice) یک روستا در لهستان است که در گمینا بوزنگ واقع شده‌است.